# Yeti

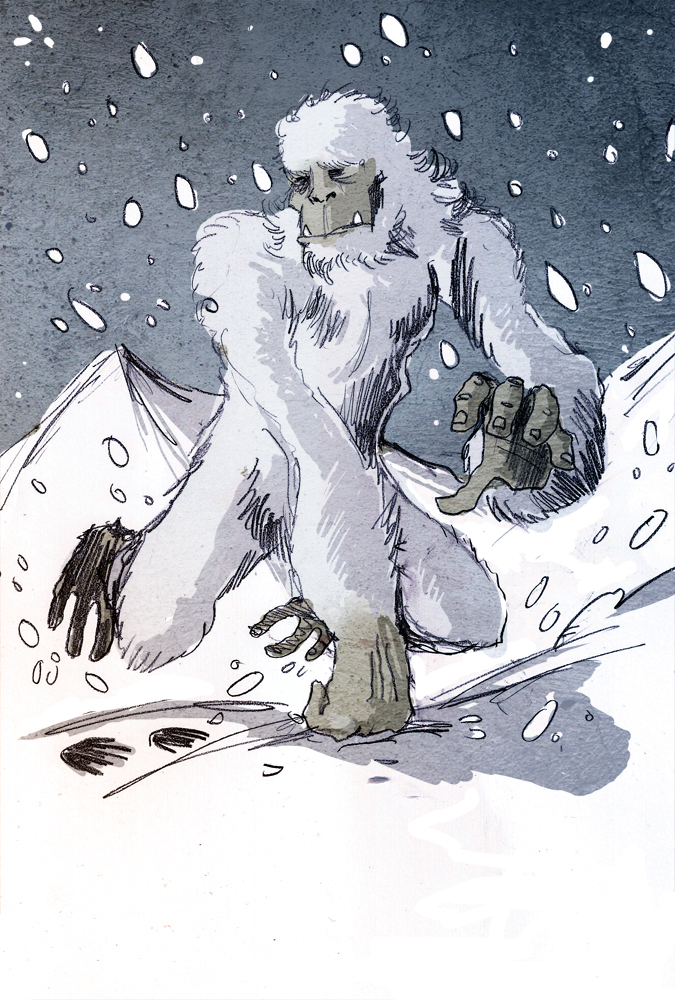
Yeti (illustration av Philippe Semeria).

Yeti, även kallad Den förfärlige Snömannen eller Den förskräcklige Snömannen, är en apliknande varelse som sägs leva högt upp i Himalayabergen och den tibetanska högplatån. Yetin är troligen tillsammans med sjöodjuret "Nessie" och sin "släkting" Bigfoot den mest berömda varelsen inom kryptozoologin, d.v.s. forskningen kring djur som påstås finnas men där det saknas vetenskapliga bevis för att djuren faktiskt existerar. Namnet Yeti anses komma från de tibetanska orden yeh-teh som betyder "klippbjörn".

## Historik
Berättelser om Yeti finns hos tibetaner och sherpas sedan hundratals år tillbaka. Berättelser om liknande varelser, "vilda människor" etc finns också på många andra håll runt om i världen. I västvärlden hörde man talas om varelsen första gången under 1800-talet när britterna successivt började utforska Himalaya. År 1889 kom de första rapporterna i tidningar om fotspår efter en okänd tvåbent människoliknande varelse som levde högt uppe i Himalaya. De lokala guiderna ska ha berättat om den i västerlandet okända varelsen och givit relativt detaljerade beskrivningar om hur Yetin såg ut.

### Tidigt 1900-tal
Under 20- och 30-talen började rapporterna om Yeti bli vanligare i västliga medier, i takt med att allt fler försök gjordes att bestiga de allra högsta bergen. Intresset för den okända varelsen steg kraftigt under 50-talet och decennierna som följde. Bland de många bergsbestigare från västerlandet som under 1940 och 50-talen påstods ha sett åtminstone spår av Yetin återfinns Edmund Hillary som tillsammans med sherpan Tenzing Norgay var de första som besteg Mount Everest. Hillary hävdade att han sett fotspår efter varelsen på c:a 6 000 meters höjd. Så småningom blev han emellertid allt mer skeptisk till snömannens existens. Sławomir Rawicz som 1942 rymde från ett sibiriskt straffläger (Gulag) hävdade att han under sin 6 000 km långa flykt till Indien sett Yetis flera gånger under vandringen över Himalaya. Han beskrev varelsen som ett apliknande djur som gick på två ben och saknade kläder. Rawiczs beskrivning av flykten, och därmed även yeti-episoden, har senare avvisats som fantasi.
Trots mängder med rapporter om fotspår och även ögonvittnesskildringar från såväl lokalbefolkning som västerländska bergsbestigare och äventyrare finns emellertid få konkreta fysiska tecken på att "Den förfärlige snömannen" faktiskt existerar. Å andra sidan finns inget som bevisar motsatsen heller. Skeptikerna hävdar att fotspåren i snön till exempel kan förklaras av att de avsatts av människor men sedan blivit förstorade av snösmältning och andra naturliga fenomen. Man menar att många av iakttagelserna är synvillor eller rena påhitt. Och allra viktigast enligt skeptikerna - man har aldrig hittat något skelett eller ens enstaka ben som skulle kunna härröra från en Yeti.

### Efterkrigstiden
Man har dock inte legat på latsidan när det gäller att hitta fysiska bevis för Yetins existens. Bland de fysiska "bevis" som har presenterats kan nämnas en skalp som Edmund Hillary fann 1960 och ett skelett av en påstådd Yeti-hand som smugglades till London av skådespelaren James Stewart 1957. Vid undersökningar av skalpen kom forskare fram till att den var tillverkad av huden från en getlik antilop som lever i Himalaya och man tror att handen som påstås komma från en Yeti i själva verket är en människohand.
Ett av de bästa bevisen som hittills kommit fram anses vara flera foton som togs av bergsbestigaren Eric Shapton år 1951. Spåren på närmare 6000 meters höjd visade klart och tydligt fotspår efter en tvåbent varelse och man har inte kunnat visa att fotona är falska. Vidare har man hittat en del hårtufsar som tycks komma från ett för vetenskapen okänt djur. Långt ifrån alla forskare är dock övertygade. Flera stora expeditioner har under årens lopp försökt hitta bevis på varelsens existens, utan framgång. Av rapporter från senare år om Yetin påstår den berömde bergsbestigaren Reinhold Messner att han 1997 såg flera Yetis och han har även skrivit en bok om varelsen. Även flera andra bergsbestigare sägs ha sett Yetin under 90-talet och början av 2000-talet.

### 1900-talsrapporter
Under 1900-talet förekom det många livfulla rapporter om yeti-anfall i Katmandu. En Sherpaflicka, Lakhpa Domani beskrev ett sådant tillfälle för en fredskårsvolontär, William Weber, som arbetade nära Machherma, en by i Everestområdet.
Flickan sa att hon hade suttit nära en å med sina jakar, som hon vallade, när hon plötsligt hörde ett ljud och när hon vände sig om fick hon se en enormt stor apliknande varelse med stora ögon och utstående kindben. Den var täckt av svart och rödbrunt hår. Den tog tag i henne och bar henne till vattnet, men hennes skrik tycks ha väckt en viss oro, för han släppte henne. Därefter anföll den två av hennes jakar, slog ihjäl den ena och grep den andra om hornen och bröt nacken av den. Därefter rapporterades det till en polisstation. Efteråt gick man dit där det hade hänt och man såg fotspåren efter något stort apliknande djur.

## Teorier om yetis identitet
Trots brist på bevis saknas det inte teorier för vad för slags djur Yeti kan tänkas vara. Många beskrivningar handlar om en stor människoliknande varelse, mycket större än normalbyggda människor. Men det finns också andra beskrivningar där Yetin beskrivs som en sorts människoapa betydligt mindre än Homo sapiens. I en del fall beskrivs Yetin som vilda människor, helt utanför civilisationen.
- Vad gäller förstnämnda alternativet tror en del att Yetin skulle kunna vara en ättling till den jättelika utdöda primaten Gigantopithecus, alternativt en sista spillra av den arten som levde i Sydostasien under flera miljoner år och som dog ut för ca 100 000 år sedan.[10]

- Vad gäller andra alternativet tror en del att det skulle kunna handla om en  liten underart inom Orangutangsläktet. Man har hittat indirekta bevis (fotspår, hårstrån mm) från "mini-orangutanger" på bl.a. Sumatra.

- Enligt den tredje teorin är Yetin vilda människor, eventuellt en sista rest av Neanderthalmänniskorna eller nyligen upptäckta Homo floresiensis.

- Slutligen menar några (däribland Reinhold Messner) att Yetin inte alls har något släktskap med människor eller primater. Istället är det en sorts brunbjörn som anpassat sig till ett liv uppe i bergen samt lärt sig att gå på två ben. Några forskare menar att ordet Yeti skall översättas till "klippbjörn". I en artikel från 2017 i den vetenskapliga tidskriften Proceedings of the Royal Society B analyseras 24 lämningar (bland annat hår, ben, skinn och avföring) från björn eller påstådd yeti, med resultatet att alla lämningar kunnat härledas till björn.[11]

- I en artikel[12] publicerad 1 april 2004 i den ansedda vetenskapliga tidskriften Molecular Phylogenetics and Evolution presenteras DNA-tester av päls som påstås komma från en yeti. Dessa DNA-tester visar att den förmodade yetin är nära släkt med hovdjuren, men inte med någon primat.

## Relaterade varelser/fenomen
Yeti eller Den förfärlige snömannen har flera olika "släktingar" runt om i världen. Den mest kända är Nordamerikas Bigfoot, även kallad Sasquatch. Vidare finns det till exempel Almas som påstås leva i Mongoliet och Altajbergen, Nguoi Rung i Vietnam, Ebu Gogo från ön Flores i Indonesien och nu senast Skunk ape i Florida. Om någon av dessa varelser faktiskt existerar anser de flesta forskare att Yeti är den mest sannolika kandidaten. Himalaya och den Tibetanska högplatån är mycket glest befolkad och till stora delar mycket svårtillgänglig, därför menar man att det inte är omöjligt att en okänd art skulle kunna undgå upptäckt. 
Upptäckten (2004) av den tidigare okända människoarten Homo floresiensis som (sett i ett geologiskt perspektiv) dog ut nyligen (högst 18 000 år sedan) har gjort att en del tidigare skeptiska forskare åtminstone delvis har ändrat uppfattning. En av dessa är Henry Gee, redaktör för den vetenskapliga tidskriften Nature. Han menar att om Homo floresiensis kan ha överlevt så pass nära inpå "nutid" utan att man tidigare hittat lämningar så kan det mycket väl finnas en kärna av sanning i berättelserna om "Den förfärlige snömannen". Några forskare anser nu emellertid att Homo floresiensis inte är en egen art utan att lämningarna kommer från en deformerad individ tillhörande den nuvarande människoarten Homo sapiens.

## Yeti i populärkulturen
I Tintinalbumet Tintin i Tibet har Yeti en delvis framträdande roll. Seriens skapare Hergé framställer "den förskräcklige snömannen" som en till det yttre skrämmande, men i grund och botten sympatisk varelse. Det är yetin som räddar och tar hand om den ende överlevande från en flygplanskatastrof, Tchang Tchong-Jen.
I avsnittet "Fountain of Terror" av TV-serien James Bond Junior blir IQ:s kusin tillfångatagen av en varelse som förmodas vara Yeti under sin bergsklättring i Tibet. Yetin visar sig dock vara Dong i förklädnad, vars syfte är att skrämma bort inkräktare från sina kumpaner som söker efter en ungdomskälla (jämför med legenden om Shangri-La).
Yeti finns även med i filmen Monsters, Inc., i vilken den är en vänlig varelse som bjuder gäster på hemmagjorda glasstrutar.
Yeti omnämns även hastigt i H.P. Lovecrafts bok At the mountains of madness som några som var i krig/konkurrerade med "Old Ones".
Yeti förekommer i DLC-paketet Valley of the Yetis till TV-spelet Far Cry 4, där den framställs som en köttätande best som oprovocerat attackerar spelaren och andra människor om den får syn på dem. Den tycks i spelet vara en övernaturlig varelse då den går upp i rök i ett orange moln ett par sekunder efter att den blivit dödad.